# Teodosio Sánchez de Rueda
Teodosio Sánchez de Rueda (Granada, 1676-Granada, 1730) fue un retablista y escultor barroco que trabajó principalmente en Córdoba, comunidad autónoma de Andalucía, España.

## Biografía
Teodosio nació en Granada durante los primeros días del año 1676 y fue bautizado el 21 de enero de ese año en la iglesia de San Juan de los Reyes, siendo sus progenitores Simón Sánchez de la Torre, natural de Toledo, y Josefa de Rueda Rico, granadina. A finales del siglo XVII abandonó su ciudad natal y se trasladó junto a su hermano a Priego de Córdoba, donde contrajo matrimonio con Inés de Molina Aguayo en la iglesia de Nuestra Señora de la Asunción.

### Mezquita-Catedral de Córdoba

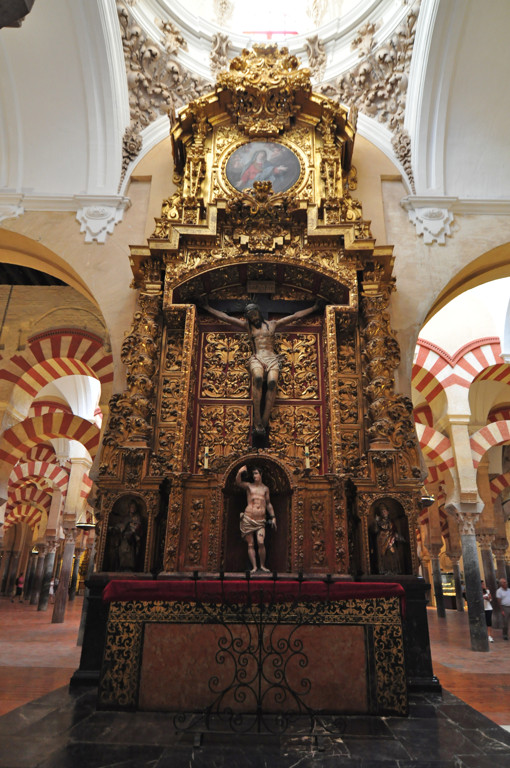
Altar del Cristo del Punto, ubicado en la Mezquita-Catedral de Córdoba y realizado por Sánchez de Rueda.

En Priego conoció a Francisco Hurtado Izquierdo, quien le aconsejó abandonar la villa e irse a vivir a Córdoba, consejo que tomó, ya que se encontraba viviendo en la ciudad en 1700 en la calle San Fernando. Ayudó a Hurtado Izquierdo con los adornos de la capilla de Santa Teresa en la Mezquita-Catedral de Córdoba, adonde el lucentino llevaba trabajando desde 1697. Esta obra le llevó a su encarcelamiento por el cabildo eclesiástico, desde donde tuvo que liberarlo Hurtado Izquierdo. En 1705 realizó el retablo de la capilla de Santa Teresa, en 1709, junto con otros maestros, el sepulcro del cardenal Salazar, y en 1712 los marcos de los cuadros de la Asunción y la Inmaculada, que dan acceso al tesoro y a la cripta, y finalmente las tallas de la bóveda de la capilla. En la Mezquita-Catedral de Córdoba también realizó el retablo del Cristo del Punto en 1703 y el retablo y la bóveda de la capilla de San Acacio en 1714, donde todo el retablo está sujeto con las estípites y cubre la bóveda con yeserías. En 1725 volvieron a contratarle en la Mezquita-catedral para el retablo de la capilla de San Ambrosio.

### Otras obras en Córdoba
En 1702 realizó el retablo de la iglesia de la Magdalena, según el proyecto de Hurtado Izquierdo, mientras que en 1712 realizó el retablo de Santa Bárbara de la iglesia de San Pablo, por lo que cobraría 3000 reales, aunque no se ha conservado en la actualidad. En 1718 realizó el retablo de la ermita del Socorro, cuyas características son parecidas a la del retablo de la capilla de San Acacio, mientras que en 1720 construyó el retablo mayor de la basílica de San Pedro, encargo por el que cobró 33.000 reales de vellón. Gracias a esta obra fue contratado para el retablo de la iglesia del colegio de Santa Catalina, mientras que realizó para los jesuitas los retablos laterales de la Virgen del Pilar y del Perpetuo Socorro y el retablo mayor del hospital de San Bartolomé de las Bubas (1725), obra que hoy se puede admirar en el hospital de San Sebastián. Otra obra conocida es el Triunfo de 1728 que se hallaba en el crucero de la iglesia de la Compañía, actualmente desaparecido. La Última obra que conocemos es el Retablo de la Parroquia de San José y Espíritu Santo fechado en 1729.
Finalmente, anuló su contrato de arrendamiento en 1729 en Córdoba y falleció el 22 de marzo de 1730 en Granada.